# Aeropuerto Tenzing-Hillary
El Aeropuerto Tenzing-Hillary (IATA: LUA, OACI: VNLK), también conocido como Aeropuerto de Lukla, es un pequeño aeropuerto en el pueblo de Lukla, en Khumbu, Distrito de Solukhumbu, Zona de Sagarmatha, este de Nepal. Está situado a 2.860 m s. n. m. sobre el nivel del mar y la pista tiene una longitud de 450 metros.
Un programa titulado Los aeropuertos más extremos fue emitido en el Canal de Historia en 2010, calificando al aeropuerto como el más peligroso del mundo. Los factores que hacen que el "aeropuerto de Lukla" sea considerado el más peligroso del mundo son:
- Estar rodeado de montañas

- La longitud de la pista (solo 450 metros)

- La pista tiene pendiente

- La presencia de un muro al final de la pista, lo que hace que los aterrizajes sean muy arriesgados.

- La presencia de un acantilado al principio de la pista

- Estar situado a mucha altitud, lo que hace que les llegue menos oxígeno a los motores y tengan menos aceleración. A todos los aviones les ocurre esto cuando vuelan a altitud de crucero, pero no tienen problemas ya que no necesitan bruscas aceleraciones durante esa fase de vuelo (si necesitan aumentar la velocidad generalmente se pueden permitir tardar unos segundos más), pero durante el despegue, se necesita mucha aceleración y más con una pista corta.

En enero de 2008, el aeropuerto fue rebautizado en honor de Edmund Hillary y Tenzing Norgay, las primeras personas en alcanzar la cumbre del Monte Everest y también por efectuar los primeros esfuerzos para la construcción de este aeropuerto.
El aeropuerto es popular porque Lukla es el lugar donde más gente inicia el ascenso hacia el Campo Base del Everest. Hay vuelos diarios entre Lukla y Kathmandú durante las horas de luz, con buenas condiciones climatológicas. Aunque la distancia de vuelo es corta, a menudo se producen precipitaciones en Lukla mientras el sol brilla en Kathmandú. Fuertes vientos, nieblas y cambios de visibilidad producen a que a menudo los vuelos puedan ser retrasados o que suponga el cierre total del aeropuerto. El aeropuerto permanece dentro de una valla de metal y es patrullado por la policía nepalí o policía civil en los alrededores. El aeropuerto concluyó en la octava posición en una encuesta de PrivateFly.com, en 2010, para encontrar las mejores aproximaciones aeroportuarias del mundo.

## Instalaciones
El aeropuerto cuenta con una pista pavimentada de asfalto que solo es accesible por helicópteros y pequeños aviones de ala fija "STOL" (de despegue y aterrizaje corto), como los De Havilland Canada DHC-6 Twin Otter o los Dornier Do 228. Tara Air también opera dos aviones Pilatus PC-6 Turbo Porter, que visitan Lukla en un esquema de negocios chárter. La única pista tiene 1500 pies (457,2 m) de longitud, 65 pies (19,8 m) de ancho y tiene una pendiente del 12%. La elevación del aeropuerto es de 9100 pies (2773,7 m).
Los aviones solo pueden usar la pista 06 para aterrizajes y la pista 24 para despegues. Debido a la geografía de la zona, no está publicado ningún procedimiento de motor y al aire exitoso en aproximación final. Hay terrenos escarpados tras terminar la pista al norte y un profundo acantilado, de unos 2000 pies (609,6 m) en el final sur de la pista, que concluye en un valle en su punto más bajo. 
La plataforma tiene cuatro puestos de aparcamiento y hay un helipuerto ubicado a 450 pies (137,2 m) de la torre de control. No hay ayudas instrumentales de aterrizaje y el único servicio de tráfico aéreo es un servicio de información de vuelos del aeródromo.

## Horario de vuelo
Hacia el aeropuerto de Katmandú o hacia el aeropuerto Tenzing-Hillary los vuelos se producen normalmente entre las 6:30 y las 15:30.

## Aerolíneas y destinos
| Aerolíneas      | Destinos                                             |
| --------------- | ---------------------------------------------------- |
| Agni Air        | Kathmandú                                            |
| Gorkha Airlines | Kathmandú                                            |
| Nepal Airlines  | Kathmandú, Kangel Danda, Lamidanda, Phaplu, Rumjatar |
| Sita Air        | Kathmandú                                            |
| Tara Air        | Kathmandú                                            |
| Yeti Airlines   | Kathmandú                                            |

## Incidentes y accidentes
- El 15 de octubre de 1973, durante el aterrizaje en el aeropuerto, un DHC-6 Twin Otter 300 de Royal Nepal Airlines, registro 9N-ABG, quedó destruido. Los tres tripulantes y los tres pasajeros salieron ilesos.[9]
- El 9 de junio de 1991, en vuelo desde Katmandú, un DHC-6 Twin Otter 300 de Royal Nepal Airlines, registro 9N-ABA, se estrelló en el aeropuerto mientras intentaba aterrizar con una aproximación desestabilizada con mala meteorología. Los tres tripulantes y catorce pasajeros resultaron ilesos.[10]
- El 26 de septiembre de 1992, un Harbin Yunshuji Y-12-11 de Royal Air Nepal registrado 9N-ACI falló durante el despegue y el avión quedó destrozado. Todos a bordo (doce pasajeros y dos tripulantes) sobrevivieron.[11]
- El 25 de mayo de 2004, mientras se aproximaba al aeropuerto, un DHC-6 Twin Otter Series 300 de Yeti Airlines (registro 9N-AFD) en vuelo desde Katmandú se estrelló en la Colina Lamjura con elevada nubosidad. No había pasajeros a bordo, pero los tres tripulantes murieron. La investigación nepalí concluyó que el capitán proporcionó información inadecuada de su posición al Centro de Control de Área.[12]
- El 1 de octubre de 2004, durante su aterrizaje en el aeropuerto, un Dornier Do 228 de Sita Air sufrió un colapso de su tren de morro y se deslizó por la pista, quedándose bloqueado cuando se detuvo. El aeropuerto fue cerrado durante dos días.[13]
- El 30 de junio de 2005, un Dornier Do 228 de Gorkha Airlines se salió de pista mientras intentaba aterrizar. Los nueve pasajeros y tres tripulantes sufrieron lesiones menores. El avión fue retirado y desguazado después del accidente.[14][15]
- El 8 de octubre de 2008, bajo una espesa niebla,[16] el vuelo 103 de Yeti Airlines, un DHC-6 Twin Otter (registro 9N-AFE), se estrelló durante la aproximación final y se incendió, falleciendo dieciocho personas, entre pasajeros y tripulantes. El comandante de la aeronave fue el único superviviente.
- El 25 de agosto de 2010, el Vuelo 101 de Agni Air, un Dornier Do 228, se estrelló en Shikharpur mientras regresaba a Kathmandú tras ser advertido de malas condiciones meteorológicas al alcanzar Lukla. Los once pasajeros y tres tripulantes perecieron.[17]
- El 12 de octubre de 2010, un Dornier Do 228 de Sita Air (registro 9N-AHB) perdió el control de los frenos e impactó contra el muro de final de pista durante el aterrizaje. Todos los tripulantes y pasajeros sobrevivieron sin lesiones y el avión quedó dañado en el morro.[18]
- El 26 de septiembre de 2013, un helicóptero Eurocopter AS350 (registro 9N-AEX) se estrelló cuando el rotor trasero tocó el alambre de púas de un muro del aeropuerto. Tres pasajeros y el capitán sobrevivieron; un pasajero murió pocos días después.
- El 27 de mayo de 2017, el vuelo de carga 409, operado por Summit Air, un Let L-410 (registro  9N-AKY) había despegado de Kathmandú con tres tripulantes. En la aproximación final a la pista 06 de Lukla, bajo una pobre visibilidad, el avión perdió altura y acabó por golpear algunos árboles por debajo de la pista, cayendo al suelo. Fallecieron el comandante y el primer oficial. El tercer tripulante resultó herido.[19]
- El 14 de abril de 2019, durante el despegue, un avión Let L-410 Turbolet de Summit Air, con registro 9N-AMH, se salió de la pista colisionando con dos helicópteros que se encontraban estacionados. A pesar de no llevar pasajeros, el accidente provocó tres muertos y tres heridos, entre tripulantes y personal de tierra.[20]

## Galería

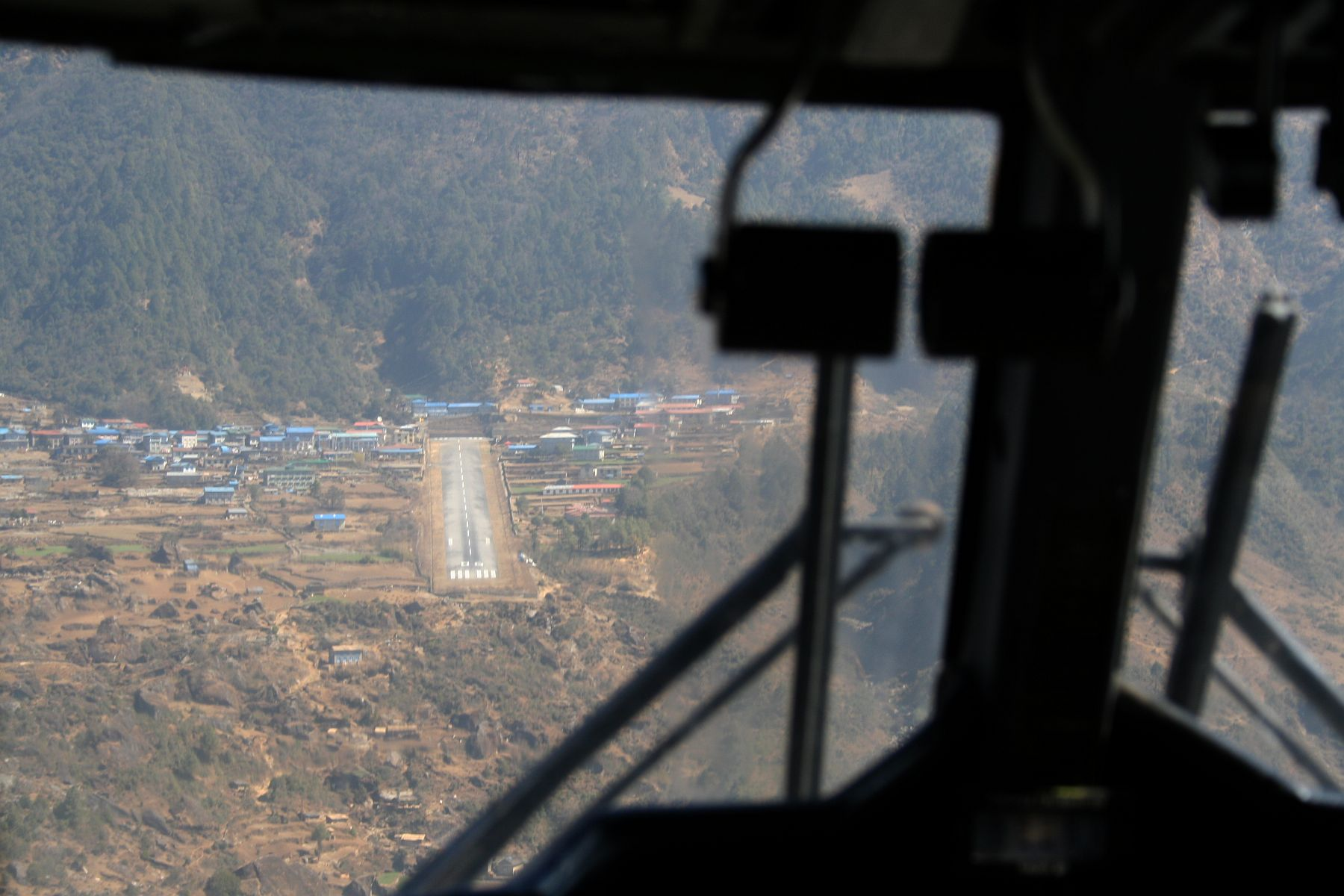
Twin Otter aproximándose al aeropuerto
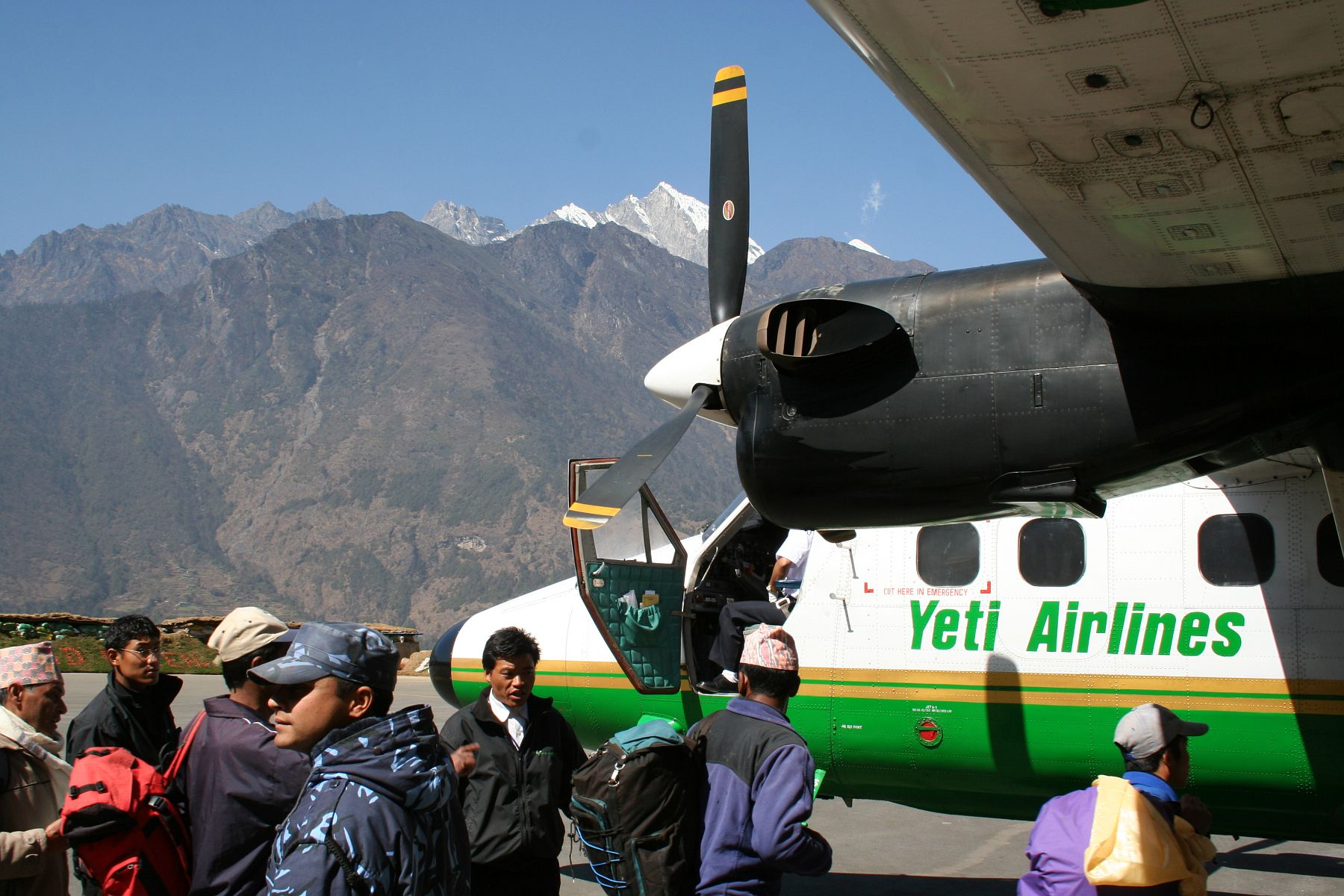
Twin Otter en la pista
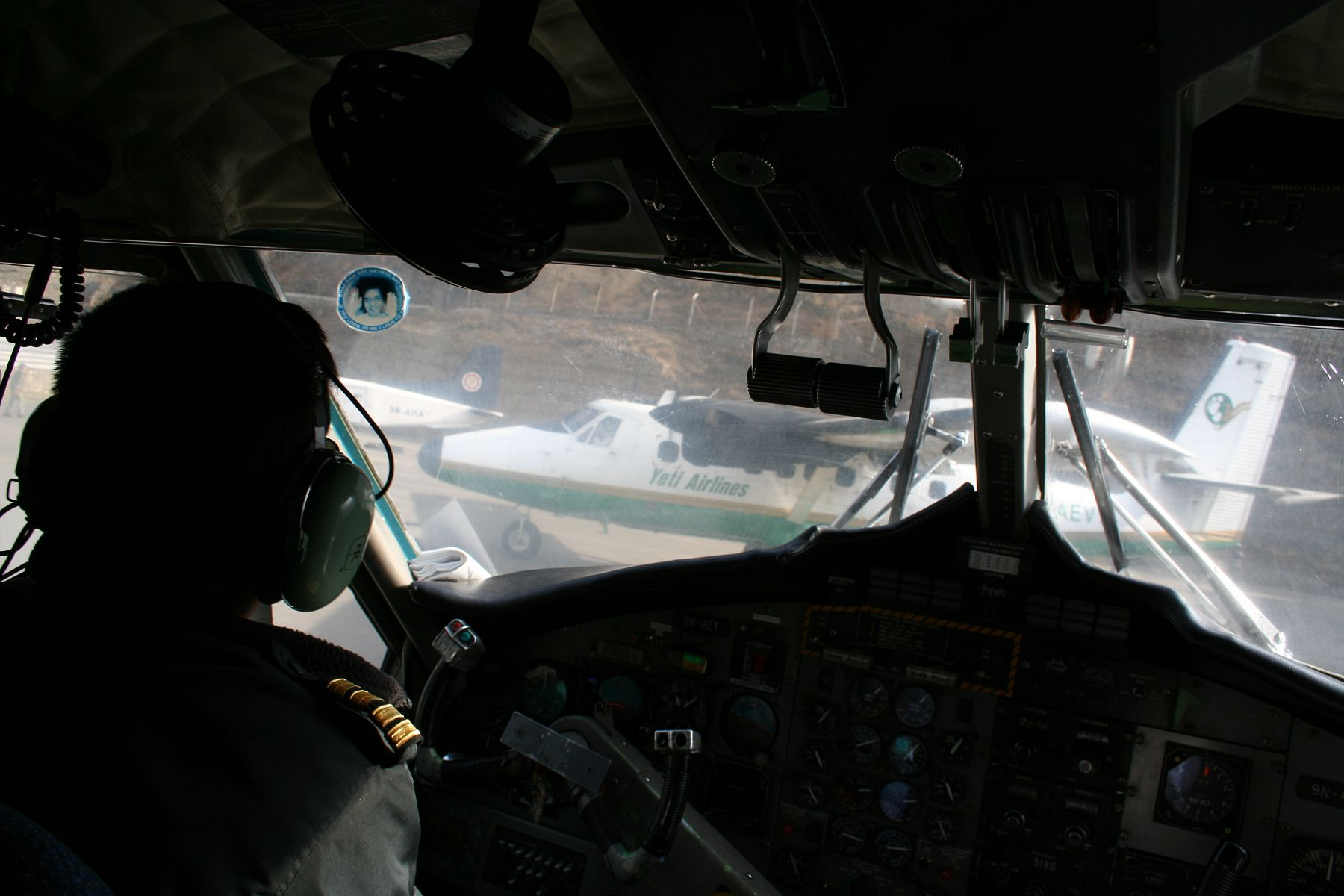
Twin Otters en el aeródromo
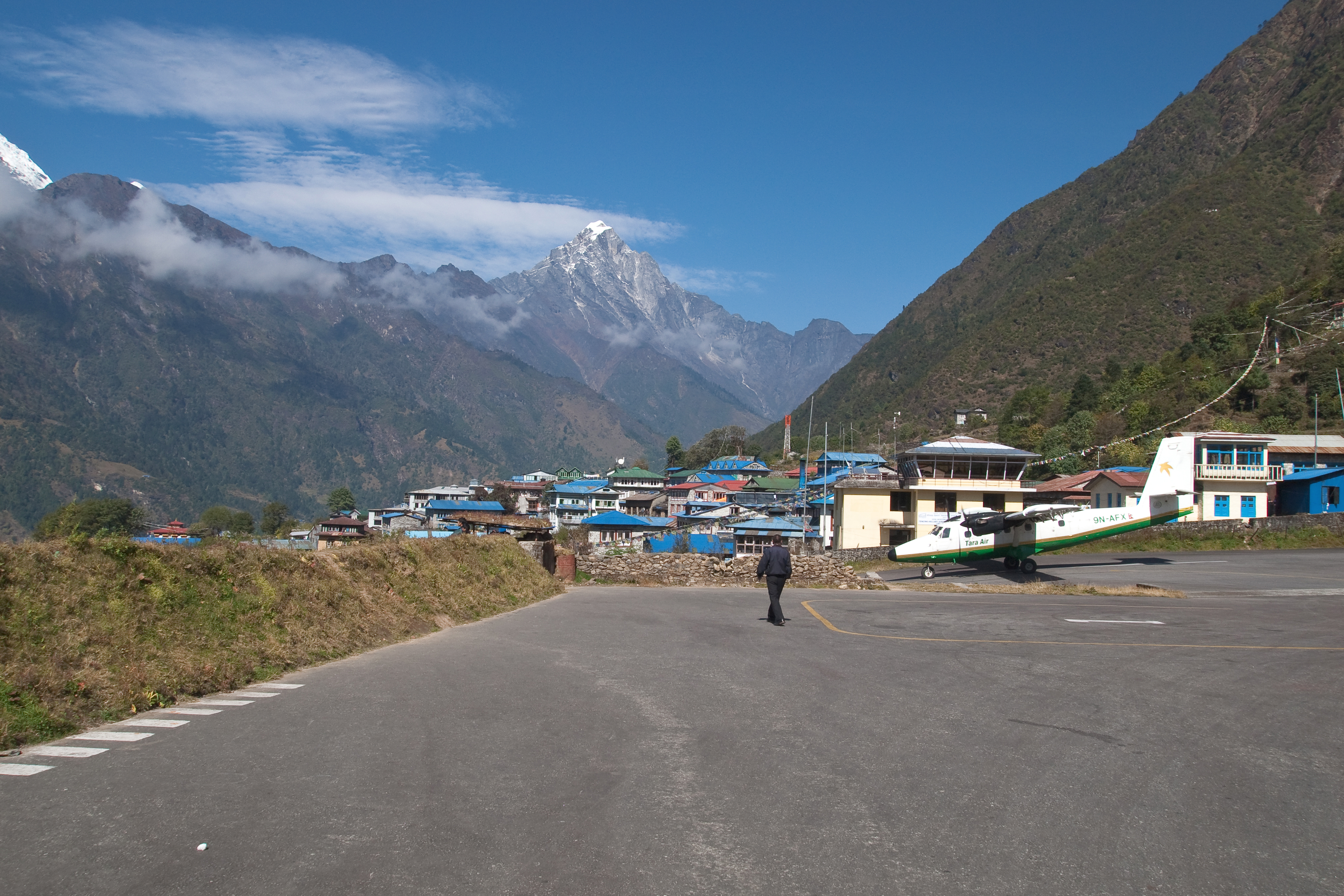
Twin Otter en la pista
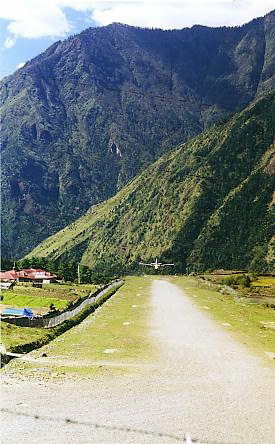
La pista en 1999, antes de su pavimentado